# Golar Igloo
De Golar Igloo is een drijvende LNG-terminal, die vloeibaar aardgas kan hervergassen (Floating Storage Regasification Unit). Het in 2014 gebouwde schip ligt sedert september 2022 in de Eemshaven in Nederland, en zal van elders in de wereld aangevoerd LNG hervergassen als substituut voor Russisch aardgas dat wegens de oorlog in Oekraïne niet meer aangeleverd wordt. Het schip is door de Gasunie voor een periode van vijf jaar geleased.